# José Carlos Pereira de Almeida Torres
José Carlos Pereira de Almeida Torres, second vicomte de Macaé, (Salvador, 1799 — Rio de Janeiro, 25 avril 1850) est un magistrat et homme politique brésilien.

## Biographie
Il est le fils de José Carlos Pereira, et de Ana Zeferina de Almeida Torres. Il est marié avec sa cousine Eudóxia Engrácia de Almeida Torres.
Formé en droit, il exerce la fonction de magistrat dans le Paraná, le Minas Gerais et Bahia, jusqu'à atteindre la fonction de Desembargador, à Bahia. Il occupe de nombreux postes politiques de premier ordre, dont celui de président du conseil des ministres en 1848.
La légende de son titre de noblesse est une référence à la municipalité de Macaé (RJ), où il était un fermier prospère dans la région montagneuse, où il produisait du café et du sucre.
Il meurt en 1850, victime d'une épidémie de fièvre.